# 3V busz (Békéscsaba)
A békéscsabai 3V jelzésű autóbusz a Varságh utca és a jaminai Veres Péter utca között közlekedik a 3-as busz kiegészítő járataként. A viszonylatot a Volánbusz üzemelteti. Ez az egyik járat, amely hétköznap összeköti Erzsébethely városrészt a belvárossal, valamint az autóbusz- és vasúti pályaudvarral.
A vonalon javarészt Rába Premier 291-es autóbuszok járnak.

## Jellemzői
A járatokat főként reggel és este, a munkakezdéskor-és végzéskor használják többen. A tanulók számára igen kedvező, hogy Békéscsaba sok iskolája mellett elhalad, illetve érinti a belváros több pontját is.

## Útvonala
| Veres Péter utca felé | Varságh utca felé |
| --- | --- |
| - Varságh utca - Ady Endre utca - Vandháti út - Kórház utca - Dedinszky Gyula utca - Puskin tér - Gyulai út - Bajza utca - Bánszki utca - Szabadság tér - Bartók Béla út - Petőfi utca - Andrássy út - Temető sor - Orosházi út - Gyár utcai körforgalom - Orosházi út - Bercsényi utca - Veres Péter utca | - Veres Péter utca - Bercsényi utca - Orosházi út - Gyár utcai körforgalom - Orosházi út - Temető sor - Andrássy út - Petőfi utca - Bartók Béla út - Szabadság tér - Bánszki utca - Bajza utca - Gyulai út - Puskin tér - Dedinszky Gyula utca - Kórház utca - Vandháti út - Ady Endre utca - Varságh utca |

## Megállóhelyei
A buszok a Veres Péter utca felé érintik az Ady Endre utca megállót is, a Varságh utca felé kihagyják.
| 0  | Varságh utca végállomás     | 33 | 8V | |
| 1  | Ady Endre utca              | ∫  | 8V Tesco felé | |
| 3  | Előre pálya                 | 31 | 8V | Kórház utcai stadion: Békéscsaba Előre 1912 Sporttelepe, BUDA-CASH Békéscsabai Atlétikai Club, Torna Club Békéscsaba |
| 5  | Dedinszky utca              | 29 | 3M Malom tér felé, 8V, 17M Malom tér felé | Dr. Réthy Pál Kórház-Rendelőintézet, Jankay Tibor Két Tanítási Nyelvű Általános Iskola (Kis Jankay), Szlovák Gimnázium, Általános Iskola, Óvoda és Kollégium |
| 7  | Sportcsarnok                | 27 | 3M, 8, 8A, 17M regionális autóbuszjáratok: Elek, Gyula, Mezőkovácsháza, Orosháza, Újkígyós | Aldi, Békéscsabai Karácsonyi Lajos Vívó Egyesület, Békéscsabai Városi Sportcsarnok |
| 8  | iskolacentrum               | 25 | 3M, 7F "A" útvonalon, 8, 8A, 17M helyközi-országos autóbuszjáratok: Kecskemét, Szentes regionális autóbuszjáratok: Békésszentandrás, Dombegyház, Elek, Geszt, Gyomaendrőd, Gyula, Mezőkovácsháza, Orosháza, Szarvas, Újkígyós, Vésztő | Aldi, Szent-Györgyi Albert Kollégium, Szent István Egyetem |
| 10 | Szabadság tér               | 23 | 1, 3, 3M, 4, 7F "B" útvonalon, 17, 17M, 17V | Békéscsabai Bartók Béla Művészeti Szakközépiskola, és Alapfokú Művészetoktatási Intézmény, Zeneiskola, Békéscsabai Járási Hivatal, Békéscsabai Városi Önkormányzat, Fegyveres Erők Klubja, Fiume Hotel, Invitel Telepont, Jókai Színház, K&H Bank, Magyar Államkincstár Dél-Alföldi Regionális Igazgatóság, MKB Bank, OTP Bank, Sas Patika, Városháza |
| 12 | Haán Lajos utca             | 21 | 1, 3, 3M, 4, 7F, 17V helyközi-országos autóbuszjáratok: Debrecen, Szeged, Szentes regionális autóbuszjáratok: Battonya, Békésszentandrás, Dombegyház, Elek, Geszt, Gyomaendrőd, Gyula, Mezőkovácsháza, Orosháza, Szarvas, Tótkomlós, Újkígyós, Vésztő | Békéscsabai Belvárosi Általános Iskola és Gimnázium, Békéscsabai Rendőrkapitányság, Békéscsaba 1-es posta, Magyar Államkincstár - Állampénztári Ügyfélszolgálat |
| 14 | Petőfi utca                 | 19 | 1, 3, 3M, 4, 7F, 17V | |
| 16 | Petőfi liget                | 17 | 1, 3, 3M, 4, 5 Autóbusz-állomás felé, 7, 7F, 8 Linamar felé, 8A Tesco felé, 8V Tesco felé, 17V, 20 Autóbusz-állomás felé | Angyalos-kút, Békéscsabai Petőfi Utcai Általános Iskola, Békéscsabai Kemény Gábor Logisztikai és Közlekedési Szakközépiskola, Trianon tér Csaba Center: Békéscsaba Center Posta, Hervis, Media Markt, Spar, Telenor, T-Pont, Vodafone |
| 17 | Andrássy Gimnázium          | 16 | 1, 3, 3M, 4, 5, 7, 7F, 17V, 20 | Andrássy Gyula Gimnázium és Kollégium, Katonai Igazgatási és Érdekvédelmi Iroda, Reál, VOKE Vasutas Művelődési Háza és Könyvtára |
| 19 | Autóbusz-állomás            | 14 | 1, 3, 3M, 4, 5, 7, 7F, 8, 8A, 8V, 17V, 20 120 (Budapest – Szolnok – Lökösháza), 121 (Békéscsaba – Mezőhegyes – Makó – Újszeged), 128 (Békéscsaba – Kötegyán – Vésztő), 135 (Békéscsaba – Orosháza – Hódmezővásárhely – Szeged) helyközi-országos autóbuszjáratok: Budapest-Népliget, Debrecen, Eger, Hajdúszoboszló, Karcag, Kecskemét, Kunszentmárton, Miskolc, Pécs, Szeged, Szentes, Szolnok, Zalaegerszeg regionális autóbuszjáratok: Battonya, Békés, Békéssámson, Békésszentandrás, Bélmegyer, Csanádapáca, Csorvás, Dévaványa, Doboz, Dombegyház, Elek, Füzesgyarmat, Gerendás, Geszt, Gyomaendrőd, Gyula, Kamut, Kaszaper, Kétsoprony, Kondoros, Köröstarcsa, Kunágota, Medgyesbodzás, Medgyesegyháza, Mezőberény, Mezőkovácsháza, Orosháza, Sarkad, Szabadkígyós, Szarvas, Szeghalom, Telekgerendás, Tótkomlós, Újkígyós, Vésztő | Békéscsaba vasútállomás Helyközi autóbusz-állomás Obi Áruház, Penny Market |
| 21 | Gyár utca                   | 12 | 1, 3, 3M, 4 regionális autóbuszjáratok: Doboz, Telekgerendás | Kézműves Szakközépiskola és Alapfokú Művészeti Iskola, Kondorosi Takarékszövetkezet Gyár utcai körforgalom Orosházi úti felüljáró |
| 23 | Madách utca                 | 10 | 1, 3, 3M, 4 regionális autóbuszjáratok: Battonya, Békéssámson, Csanádapáca, Doboz, Kaszaper, Medgyesegyháza, Orosháza, Telekgerendás, Tótkomlós | Erzsébethelyi Általános Iskola, Evangélikus templom, Kútház |
| 25 | Bem utca                    | 8  | 3, 3M, 4 | Jaminai Közösségi Ház |
| 27 | Bercsényi utca              | 6  | 3, 3M, 4 helyközi-országos autóbuszjáratok: Szeged, Szentes regionális autóbuszjáratok: Battonya, Békéssámson, Csanádapáca, Doboz, Gyula, Kaszaper, Medgyesegyháza, Orosháza, Telekgerendás, Tótkomlós | |
| 29 | Tompa utca                  | 4  | közvetlenül: 3, 3M közvetve: 1 mindkét esetben: 4 | |
| 30 | Batsányi utca               | 3  | közvetlenül: 3, 3M közvetve: 1 mindkét esetben: 4 | Coop, Jézus Szíve katolikus templom, Kolozsvári utcai Orvosi Rendelők, Békéscsaba 3-as posta Kapcsolat a Belvárossal: Repülőhíd (kerékpáros és gyalogos forgalom) - cca. 0,45 km |
| 31 | Rózsa utca                  | 2  | közvetlenül: 3, 3M közvetve: 1 mindkét esetben: 4 | |
| 32 | Tavasz utca                 | 1  | közvetlenül: 3, 3M közvetve: 1 mindkét esetben: 4 | |
| 33 | Veres Péter utca végállomás | 0  | 3, 3M, 4 | |

## Kiegészítések
- Ipari járatok (VH): 2014-2016 között néhány járat a Csorvási úti és a Szarvasi úti ipari megállók érintésével közlekedett.

## Változások
A belvárosi Szent István tér lezárását követően a 3V busz útvonala – több másik járattal ellentétben – csak nagyon kis mértékben változott. Mivel a Széchenyi utca-Szent István tér útvonalról már nem lehetett megközelíteni a Szabadság teret, a járatok 2012. október 1-től a Gyulai út–Bajza utca–Bánszky utca útvonalon át közelítik meg a területet. Emiatt a járművek nem érintik a Kórház és a Kossuth tér megállóhelyeket, ugyanakkor érintik a Gyulai úti Sportcsarnok és a Bajza utcai iskolacentrum megállóhelyeket. A Kötöttárugyár és az I. számú Téglagyár megállókat átnevezték.
2014-2016 között – az Orosházi úti felüljáró felújítása miatt – a járművek az Andrássy útról a Szabolcs utca-Szarvasi út-Pataky László utca terelőútvonalon át jutottak ki az Orosházi útra, s onnan a Bercsényi, majd Veres Péter utcára. Emiatt a buszállomás normális megállóhelye helyett a Szabolcs utcán kialakított ideiglenes megállónál álltak meg a buszok, s a járatok többsége nem érintette a Gyár utca megállót.

## Külső hivatkozások
- Békéscsaba buszjáratai és menetrendjük
- A Dél-alföldi Közlekedési Központ Zrt. honlapja
- A Körös Volán honlapja
- Utcák és közterületek átnevezése Archiválva 2013. december 19-i dátummal a Wayback Machine-ben
- Közlekedési változások az Orosházi úti felüljáró lezárása után